# Validation Vérification & Test
Pour les articles homonymes, voir VVT.
La Validation Vérification & Test (ou VVT) est un modèle de gestion de projet informatique qui décrit les étapes de développement de logiciel au stade du test, et plus précisément après la programmation et avant le test d'intégration.